# Bogdan Popescu
Bogdan Popescu (Bucarest, 27 novembre 1978) è un ex cestista rumeno.